# Gardenia resinifera
Gardenia resinifera là một loài thực vật có hoa trong họ Thiến thảo. Loài này được Roth mô tả khoa học đầu tiên năm 1821.